# Anaceratagallia mangyshlaki
Anaceratagallia mangyshlaki är en insektsart som beskrevs av Mitjaev 1969. Anaceratagallia mangyshlaki ingår i släktet Anaceratagallia och familjen dvärgstritar. Inga underarter finns listade i Catalogue of Life.